# Oetwil am See

Photo aérienne de Walter Mittelholzer (1932).

Oetwil am See est une commune suisse du canton de Zurich, située dans le district de Meilen.

## Histoire
Oetwil fait partie du bailliage de Grüningen jusqu'en 1450, puis fait partie du nouveau bailliage de Stäfa.

## Jumelage
- Uttenweiler.